# IC 3494
IC 3494 је елиптична галаксија у сазвјежђу Береникина коса која се налази на листи објеката дубоког неба у Индекс каталогу.
Деклинација објекта је + 27° 35' 5" а ректасцензија 12h 33m 13,6s. Привидна величина (магнитуда) објекта IC 3494 износи 16,6 а фотографска магнитуда 17,6. IC 3494 је још познат и под ознакама Reiz 2516, NPM1G +27.0367, PGC 1812401.